# Kvalifikace na Mistrovství světa ve fotbale 2022 (UEFA) – skupina E
Skupina E kvalifikace na Mistrovství světa ve fotbale 2022 je jednou z 9 evropských kvalifikačních skupin na tento šampionát. Postup na závěrečný turnaj si zajistí vítěz skupiny. Osm nejlepších týmů na druhých místech ze všech skupin bude hrát baráž, zatímco nejhorší tým na druhých místech přímo vypadne.

## Tabulka
| Tým       | Z | V | R | P | VG | IG | +/- | B  | výsledek          |
| --------- | - | - | - | - | -- | -- | --- | -- | ----------------- |
| Belgie    | 8 | 6 | 2 | 0 | 25 | 6  | +19 | 20 | postup na MS 2022 |
| Wales     | 8 | 4 | 3 | 1 | 14 | 9  | +5  | 15 | postup do baráže  |
| Česko     | 8 | 4 | 2 | 2 | 14 | 9  | +5  | 14 | postup do baráže  |
| Estonsko  | 8 | 1 | 1 | 6 | 9  | 21 | -12 | 4  |                   |
| Bělorusko | 8 | 1 | 0 | 7 | 7  | 24 | -17 | 3  |                   |

## Zápasy
| 24. března 2021 20:45                      |                             |            |                                         |
| Belgie                                     | 3 : 1                       | Wales      | Den Dreef, Lovaň rozhodčí: Cüneyt Çakır |
| De Bruyne 22' Hazard 28' Lukaku 73' (pen.) | Report (FIFA) Report (UEFA) | Wilson 11' | Den Dreef, Lovaň rozhodčí: Cüneyt Çakır |

| 24. března 2021 20:45  |                             |                                                      |                                                      |
| Estonsko               | 2 : 6                       | Česko                                                | Arena Lublin, Lublin rozhodčí: Anastasios Papapetrou |
| Sappinen 12' Anier 86' | Report (FIFA) Report (UEFA) | Schick 18' Barák 27' Souček 32', 43', 48' Jankto 56' | Arena Lublin, Lublin rozhodčí: Anastasios Papapetrou |

| 27. března 2021 18:00                               |                             |                |                                                 |
| Bělorusko                                           | 4 : 2                       | Estonsko       | Dinamo stadion, Minsk rozhodčí: Robert Hennessy |
| Lisakovich 45' (pen.), 83' Kendysh 64' Savitski 81' | Report (FIFA) Report (UEFA) | Anier 31', 55' | Dinamo stadion, Minsk rozhodčí: Robert Hennessy |

| 27. března 2021 20:45 |                             |            |                                               |
| Česko                 | 1 : 1                       | Belgie     | Sinobo Stadium, Praha rozhodčí: Willie Collum |
| Provod 50'            | Report (FIFA) Report (UEFA) | Lukaku 60' | Sinobo Stadium, Praha rozhodčí: Willie Collum |

| 30. března 2021 20:45                                                           |                             |           |                  |
| Belgie                                                                          | 8 : 0                       | Bělorusko | Den Dreef, Lovaň |
| Batshuayi 14' Vanaken 17', 89' Trossard 38', 76' Doku 42' Praet 49' Benteke 70' | Report (FIFA) Report (UEFA) |           | Den Dreef, Lovaň |

| 30. března 2021 20:45 |                             |       |                               |
| Wales                 | 1 : 0                       | Česko | Cardiff City Stadium, Cardiff |
| James 82'             | Report (FIFA) Report (UEFA) |       | Cardiff City Stadium, Cardiff |

| 2. září 2021 20:45 |                             |           |                                                 |
| Česko              | 1:0                         | Bělorusko | Městský stadion v Ostravě-Vítkovicích (Ostrava) |
| Antonín Barák 34'  | Report (FIFA) Report (UEFA) |           | Městský stadion v Ostravě-Vítkovicích (Ostrava) |

| 2. září 2021 20:45 |                             |        |                 |
| Estonsko           | 2 : 5                       | Belgie | A. Le Coq Arena |
|                    | Report (FIFA) Report (UEFA) |        | A. Le Coq Arena |

| 5. září 2021 15:00 |                             |       |                           |
| Bělorusko          | 2 : 3                       | Wales | Central'nyj stadion Kazan |
|                    | Report (FIFA) Report (UEFA) |       | Central'nyj stadion Kazan |

| 5. září 2021 20:45 |                             |       |                         |
| Belgie             | 3 : 0                       | Česko | Stadion krále Baudouina |
|                    | Report (FIFA) Report (UEFA) |       | Stadion krále Baudouina |

| 8. září 2021 20:45 |                             |        |                           |
| Bělorusko          | 0:8                         | Belgie | Central'nyj stadion Kazan |
|                    | Report (FIFA) Report (UEFA) |        | Central'nyj stadion Kazan |

| 8. září 2021 20:45 |                             |          |                      |
| Wales              | 0:0                         | Estonsko | Cardiff City Stadium |
|                    | Report (FIFA) Report (UEFA) |          | Cardiff City Stadium |

| 8. října 2021 20:45 |                             |       |                |
| Česko               | 2:2                         | Wales | Sinobo Stadium |
|                     | Report (FIFA) Report (UEFA) |       | Sinobo Stadium |

| 8. října 2021 20:45 |                             |           |                 |
| Estonsko            | 2:0                         | Bělorusko | A. Le Coq Arena |
|                     | Report (FIFA) Report (UEFA) |           | A. Le Coq Arena |

| 11. října 2021 20:45 |                             |       |                         |
| Bělorusko            | 0:2                         | Česko | Simbo Stadion diváci: 0 |
|                      | Report (FIFA) Report (UEFA) |       | Simbo Stadion diváci: 0 |

| 11. října 2021 20:45 |                             |       |                           |
| Estonsko             | 0:1                         | Wales | A. Le Coq Arena diváci: 0 |
|                      | Report (FIFA) Report (UEFA) |       | A. Le Coq Arena diváci: 0 |

| 13. listopadu 2021 20:45 |                             |          |                         |
| Belgie                   | 3:1                         | Estonsko | Stadion krále Baudouina |
|                          | Report (FIFA) Report (UEFA) |          | Stadion krále Baudouina |

| 13. listopadu 2021 20:45 |                             |           |                      |
| Wales                    | 5:1                         | Bělorusko | Cardiff City Stadium |
|                          | Report (FIFA) Report (UEFA) |           | Cardiff City Stadium |

| 16. listopadu 2021 20:45 |                             |          |                                |
| Česko                    | 2:0                         | Estonsko | Stadion Sparty na Letné, Praha |
|                          | Report (FIFA) Report (UEFA) |          | Stadion Sparty na Letné, Praha |

| 16. listopadu 2021 20:45 |                             |        |                               |
| Wales                    | 1:1                         | Belgie | Cardiff City Stadium, Cardiff |
|                          | Report (FIFA) Report (UEFA) |        | Cardiff City Stadium, Cardiff |

## Střelci branek
Střelci 5 branek
- Belgie Romelu Lukaku

Střelci 3 branek
- Belgie Hans Vanaken
- Bělorusko Witalij Lisakowicz
- Česko Tomáš Souček
- Estonsko Henri Anier
- Estonsko Erik Sorga
- Wales Gareth Bale
- Wales Aaron Ramsey

Střelci 2 branek
- Belgie Christian Benteke
- Belgie Kevin De Bruyne
- Belgie Thorgan Hazard
- Belgie Dennis Praet
- Belgie Leandro Trossard
- Česko Antonín Barák
- Česko Patrik Schick
- Wales Daniel James
- Wales Kieffer Moore

Střelci 1 branky
- Belgie Michy Batshuayi
- Belgie Yannick Carrasco
- Belgie Jérémy Doku
- Belgie Thomas Foket
- Belgie Eden Hazard
- Belgie Alexis Saelemaekers
- Belgie Axel Witsel
- Bělorusko Arciom Kancawy
- Bělorusko Jurij Kendysz
- Bělorusko Pawieł Sawicki
- Bělorusko Pavel Sedko
- Česko Jakub Brabec
- Česko Adam Hložek
- Česko Jakub Jankto
- Česko Jakub Pešek
- Česko Lukáš Provod
- Česko Jan Sýkora
- Estonsko Mattias Käit
- Estonsko Rauno Sappinen
- Estonsko Sergei Zenjov
- Wales Ben Davies
- Wales Connor Roberts
- Wales Neco Williams
- Wales Harry Wilson

Vlastní branka
- Wales Danny Ward (proti České republice)